# Copa Artemio Franchi 1993
La Copa Artemio Franchi 1993 fue la segunda edición de este torneo intercontinental oficial de selecciones nacionales, posteriormente asimilado como Copa de Campeones Conmebol-UEFA. Enfrentó al campeón de la Copa América 1991 y al campeón de la Eurocopa 1992.

## Selecciones clasificadas
| Conmebol (Sudamérica) |  | Argentina |  | Campeón de la Copa América (1991) |
| UEFA (Europa)         |  | Dinamarca |  | Campeón de la Eurocopa (1992)     |

## Sede
|  |  |

|  |

|  |  |

|  |  |

|  |

|  |  |

## Desarrollo
Se disputó el 24 de febrero en el estadio José María Minella, de Mar del Plata. Argentina, campeón de América en 1991, recibía a Dinamarca, triunfadora en la Eurocopa disputada en Suecia en 1992. 
La selección de Alfio Basile acudió con su equipo base titular, con jugadores como Diego Simeone, Gabriel Batistuta, Claudio Caniggia y Diego Armando Maradona, que desafió al Sevilla para poder jugar el partido. En las filas danesas no estaba Michael Laudrup, que había renunciado a la selección un año antes, siendo su hermano Brian y el guardameta Peter Schmeichel las máximas figuras.
Dinamarca se adelantó en el marcador con un autogol del defensor argentino Néstor Craviotto en el minuto 12, pero, a los 30 minutos del primer tiempo, Claudio Caniggia igualó el tanteador. Así se consumieron los 90 minutos y la posterior prórroga.
Finalmente, en la tanda de penales se impuso Argentina, con una actuación destacada del portero Sergio Goycochea, quien, atajando dos lanzamientos, confirmó su fama de especialista en parar penales ganada en el Mundial de Italia 1990.

## Partido
| 1          | POR        | Sergio Goycochea   |      |
| 15         | DEF        | Jorge Borelli      |      |
| 4          | DEF        | Néstor Craviotto   | 113' |
| 2          | DEF        | Sergio Vázquez     |      |
| 3          | DEF        | Ricardo Altamirano |      |
| 14         | MED        | Diego Simeone      |      |
| 5          | MED        | Alejandro Mancuso  |      |
| 10         | MED        | Diego Maradona     |      |
| 20         | MED        | Leonardo Rodríguez | 60'  |
| 9          | DEL        | Gabriel Batistuta  |      |
| 7          | DEL        | Claudio Caniggia   |      |
| Entrenador | Entrenador | Alfio Basile       |      |

| 1          | POR        | Peter Schmeichel       |      |
| 2          | DEF        | Jakob Kjeldbjerg       |      |
| 4          | DEF        | Lars Olsen             |      |
| 3          | DEF        | Torben Piechnik        | 38'  |
| 6          | DEF        | Marc Rieper            |      |
| 7          | MED        | Johnny Mølby           |      |
| 9          | MED        | Bjarne Goldbæk         |      |
| 8          | MED        | Kim Vilfort            |      |
| 5          | MED        | Henrik Larsen          | 120' |
| 11         | DEL        | Brian Laudrup          |      |
| 10         | DEL        | Lars Elstrup           |      |
| Entrenador | Entrenador | Richard Møller Nielsen |      |

| 16 | DEF | Darío Franco  | 60'  |
| 13 | MED | Julio Saldaña | 113' |

| 13 | MED | Brian Steen Nielsen | 38'  |
| 16 | MED | Michael Larsen      | 120' |

| Anotado | 30' | Claudio Caniggia | 1 - 1 |

| Anotado · Autogol | 12' | Néstor Craviotto | 0 - 1 |

|                   |                  | 0 : 1 | Acierto de penal | Lars Elstrup   |
| Diego Maradona    | Acierto de penal | 1 : 1 |                  |                |
|                   |                  | 1 : 2 | Acierto de penal | Johnny Mølby   |
| Gabriel Batistuta | Acierto de penal | 2 : 2 |                  |                |
|                   |                  | 2 : 3 | Acierto de penal | Brian Nielsen  |
| Diego Simeone     | Acierto de penal | 3 : 3 |                  |                |
|                   |                  | 3 : 3 | Fallo de penal   | Kim Vilfort    |
| Alejandro Mancuso | Acierto de penal | 4 : 3 |                  |                |
|                   |                  | 4 : 4 | Acierto de penal | Brian Laudrup  |
| Claudio Caniggia  | Fallo de penal   | 4 : 4 |                  |                |
|                   |                  | 4 : 4 | Fallo de penal   | Bjarne Goldbæk |
| Julio Saldaña     | Acierto de penal | 5 : 4 |                  |                |
|                   |                  |       |                  |                |

| Amonestado | 16' | Diego Simeone    |
| Amonestado | 22' | Sergio Vázquez   |
| Amonestado | 71' | Néstor Craviotto |

| Amonestado | 15' | Jakob Kjeldberg |
| Amonestado | 17' | Bjarne Goldbæk  |
| Amonestado | 69' | Brian Nielsen   |

| Árbitro | Sándor Puhl |
|         |             |
|         |             |

| 1          | POR        | Sergio Goycochea   |      |
| 15         | DEF        | Jorge Borelli      |      |
| 4          | DEF        | Néstor Craviotto   | 113' |
| 2          | DEF        | Sergio Vázquez     |      |
| 3          | DEF        | Ricardo Altamirano |      |
| 14         | MED        | Diego Simeone      |      |
| 5          | MED        | Alejandro Mancuso  |      |
| 10         | MED        | Diego Maradona     |      |
| 20         | MED        | Leonardo Rodríguez | 60'  |
| 9          | DEL        | Gabriel Batistuta  |      |
| 7          | DEL        | Claudio Caniggia   |      |
| Entrenador | Entrenador | Alfio Basile       |      |

| 1          | POR        | Peter Schmeichel       |      |
| 2          | DEF        | Jakob Kjeldbjerg       |      |
| 4          | DEF        | Lars Olsen             |      |
| 3          | DEF        | Torben Piechnik        | 38'  |
| 6          | DEF        | Marc Rieper            |      |
| 7          | MED        | Johnny Mølby           |      |
| 9          | MED        | Bjarne Goldbæk         |      |
| 8          | MED        | Kim Vilfort            |      |
| 5          | MED        | Henrik Larsen          | 120' |
| 11         | DEL        | Brian Laudrup          |      |
| 10         | DEL        | Lars Elstrup           |      |
| Entrenador | Entrenador | Richard Møller Nielsen |      |

| 16 | DEF | Darío Franco  | 60'  |
| 13 | MED | Julio Saldaña | 113' |

| 13 | MED | Brian Steen Nielsen | 38'  |
| 16 | MED | Michael Larsen      | 120' |

| Anotado | 30' | Claudio Caniggia | 1 - 1 |

| Anotado · Autogol | 12' | Néstor Craviotto | 0 - 1 |

|                   |                  | 0 : 1 | Acierto de penal | Lars Elstrup   |
| Diego Maradona    | Acierto de penal | 1 : 1 |                  |                |
|                   |                  | 1 : 2 | Acierto de penal | Johnny Mølby   |
| Gabriel Batistuta | Acierto de penal | 2 : 2 |                  |                |
|                   |                  | 2 : 3 | Acierto de penal | Brian Nielsen  |
| Diego Simeone     | Acierto de penal | 3 : 3 |                  |                |
|                   |                  | 3 : 3 | Fallo de penal   | Kim Vilfort    |
| Alejandro Mancuso | Acierto de penal | 4 : 3 |                  |                |
|                   |                  | 4 : 4 | Acierto de penal | Brian Laudrup  |
| Claudio Caniggia  | Fallo de penal   | 4 : 4 |                  |                |
|                   |                  | 4 : 4 | Fallo de penal   | Bjarne Goldbæk |
| Julio Saldaña     | Acierto de penal | 5 : 4 |                  |                |
|                   |                  |       |                  |                |

| Amonestado | 16' | Diego Simeone    |
| Amonestado | 22' | Sergio Vázquez   |
| Amonestado | 71' | Néstor Craviotto |

| Amonestado | 15' | Jakob Kjeldberg |
| Amonestado | 17' | Bjarne Goldbæk  |
| Amonestado | 69' | Brian Nielsen   |

| Árbitro | Sándor Puhl |
|         |             |
|         |             |

|                               |
| Bandera de Argentina          |
| Campeón Argentina 1.er título |